# Amos di Gerusalemme
Amos o Neamus (VI secolo – 601) è stato il patriarca di Gerusalemme tra il 594 e il 601.
Venne eletto verso la fine del 594 per succedere a Giovanni IV. Era stato monaco e aveva per qualche tempo governato un eremo in Palestina. Quando andò a Gerusalemme, gli abati di molti monasteri andarono a salutarlo. Queste le parole di risposta che gli sono attribuite:
Morì verso la fine del 601 dopo circa sette anni di patriarcato.